# Гаврилюк Олег Григорович
Олег Григорович Гаврилюк — український виконавець російського шансону, поет і композитор; народний артист України (2013).

## Творчість
За власними словами, першу пісню записав у 35 років, а з 2003 року повністю присвятив себе творчій і виконавській діяльності. В репертуарі має понад 1500 віршів і понад 200 пісень, серед яких творчі дуети з Тіною Кароль, Катериною Бужинською та Наталією Бучинською. Записав сім авторських альбомів, видав вісім збірок віршів.

## Дискографія
- «Ключи от Рая»
- «Золотой шансон»
- «Мой друг»
- «Обычные истории»
- «Олег Гаврилюк 100%»
- «ПроХХХодимец»
- «Оголенная душа»

Як відзначає портал artist.ua у 2009 році альбом «Ключи от Рая» став найбільш продаваним в Україні, а з інтернету його завантажили більше 2 мільйонів слухачів.

## Збірки віршів
- «Откровение»
- «2Я»
- «Стихи 2006–2008»
- «Дыхание плоти 2008–2010»
- «Бесстыжие стихи»
- «Ежедневник — вопросы и ответы» (увійшли вірші та афоризми 2003–2013 років)

## Звання, нагороди, відзнаки

У 2004 році мережею радіостанцій «Шансон» названий найкращим українським виконавцем.
Отримав почесні звання:
- Заслужений артист України (2004)
- Народний артист України (2013)

Звання народного артиста України президент Віктор Янукович надав Олегу Гаврилюку 27 червня 2013 року в честь Дня Конституції. Як повідомляють ЗМІ, клопотання про присудження цього звання підписали 13 народних депутатів України (Ян Табачник, Сергій Тігіпко, Віталій Журавський, Нестор Шуфрич, Ельбрус Тедеєв, Вадим Колісниченко, Володимир Олійник, Таїсія Повалій, Микола Сорока, Микола Демянко, Тетяна Бахтеєва, Володимир Демішкан, Володимир Мисик), а також голова КМДА Олександр Попов і перший заступник міністра культури Тимофій Кохан.
У 2007 році нагороджений орденом Святого Станіслава V ступеня.

## Відгуки
Юрій Мірошниченко, Народний депутат України:

| Ні для кого не є секретом, що шансон — це музика для тих, хто шукає у піснях сенс, хто вже пізнав в житті злети та падіння, хто знаходить в них себе і свої переживання. Саме для цієї категорії людей написаний альбом «Ключи от Рая» <…> великого шансоньє Олега Гаврилюка. Ми можемо поважати Григорія Лепса, але не можемо любити його як Володимира Висоцького, Ігоря Талькова, Михайла Круга, які так само як і Олег Гаврилюк доносили до слухача свою власну поезію, свої власні душевний біль і радість. Я гадаю, що коли в Україні під словом «Шансон» люди розумітимуть Олега Гаврилюка, тоді й ставлення до цього жанру буде більш шанобливим, а не таким, як до деяких розкручених, напівблатних, українських шансоньє[7]. Оригінальний текст (рос.) Ни для кого не секрет, что шансон — это музыка для тех, кто ищет в песнях смысл, кто уже познал в жизни взлеты и падения, кто находит в них себя и свои переживания. Именно для этой категории людей и написан альбом «Ключи от Рая», не побоюсь этого слова, великого шансонье Олега Гаврилюка. Мы можем уважать Григория Лепса, но не можем любить его так, как Владимира Высоцкого, Игоря Талькова, Михаила Круга, которые так как и Олег Гаврилюк доносили до слушателя свою собственную поэзию, свою собственную душевную боль и радость. Я думаю, что когда в Украине под словом «Шансон» люди будут подразумевать Олега Гаврилюка, то и отношение к этому жанру будет более уважительное, а не такое как к некоторым раскрученным, полублатным, украинским шансонье |
Вадим Колесніченко, Народний депутат України:
| Я підписав петицію за Гаврилюка, і якщо треба буде, зроблю це ще раз. Його творчість можна поважати чи ні — справа кожного. Але якщо люди ці пісні слухають, значить, вони їм подобаються. Бо таким чином співає душа народу. |

## Особисте життя
Одружений, має трьох дітей. Колекціонує ікони.